# Maison de Dalberg
Pour la municipalité, voir Dalberg (près de Bad Kreuznach).

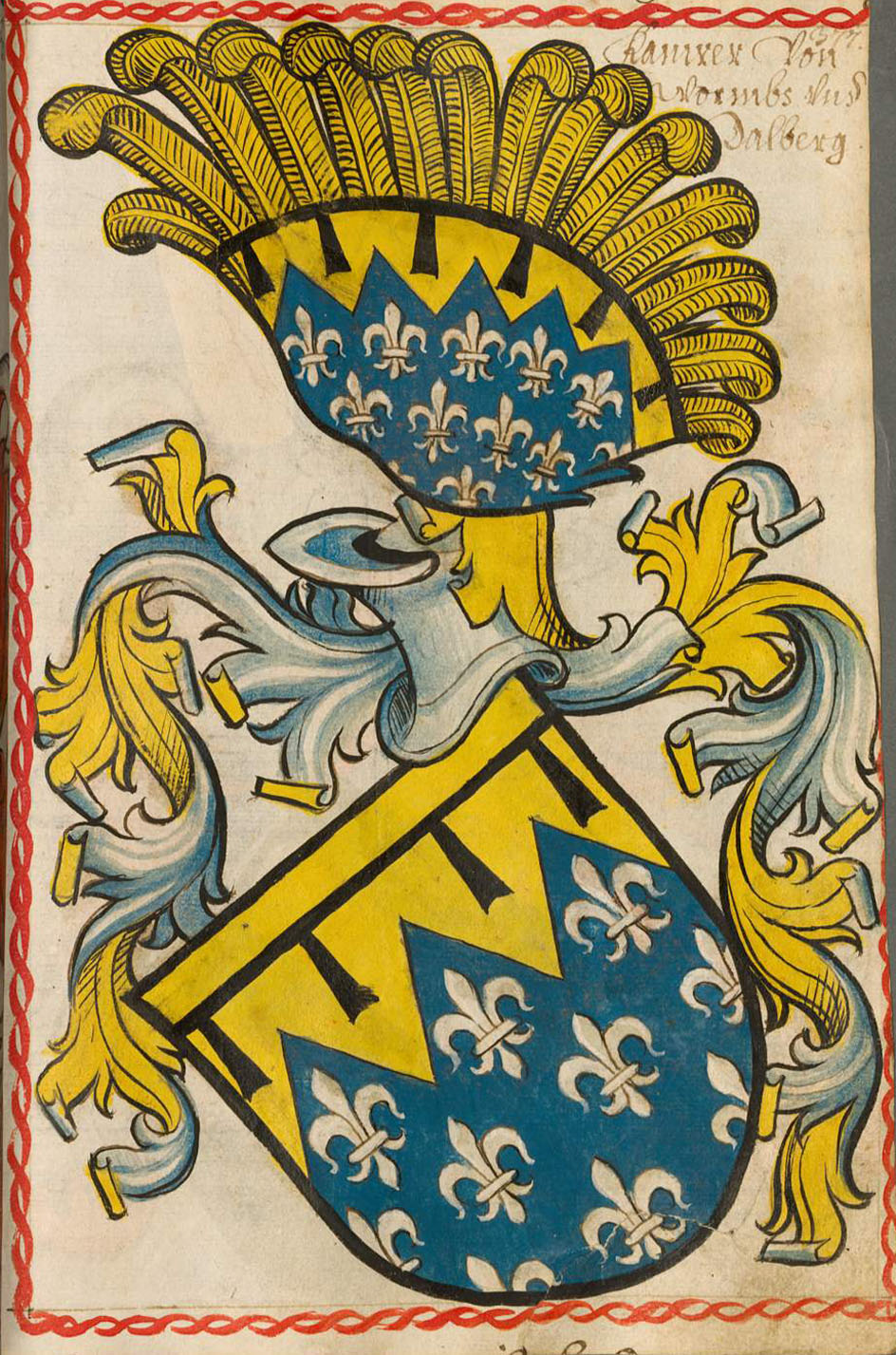
Armes des Dalberg, trésorier de Worms
Scheiblersches Wappenbuch (livre héraldique de Scheibler)
1450 - 1480

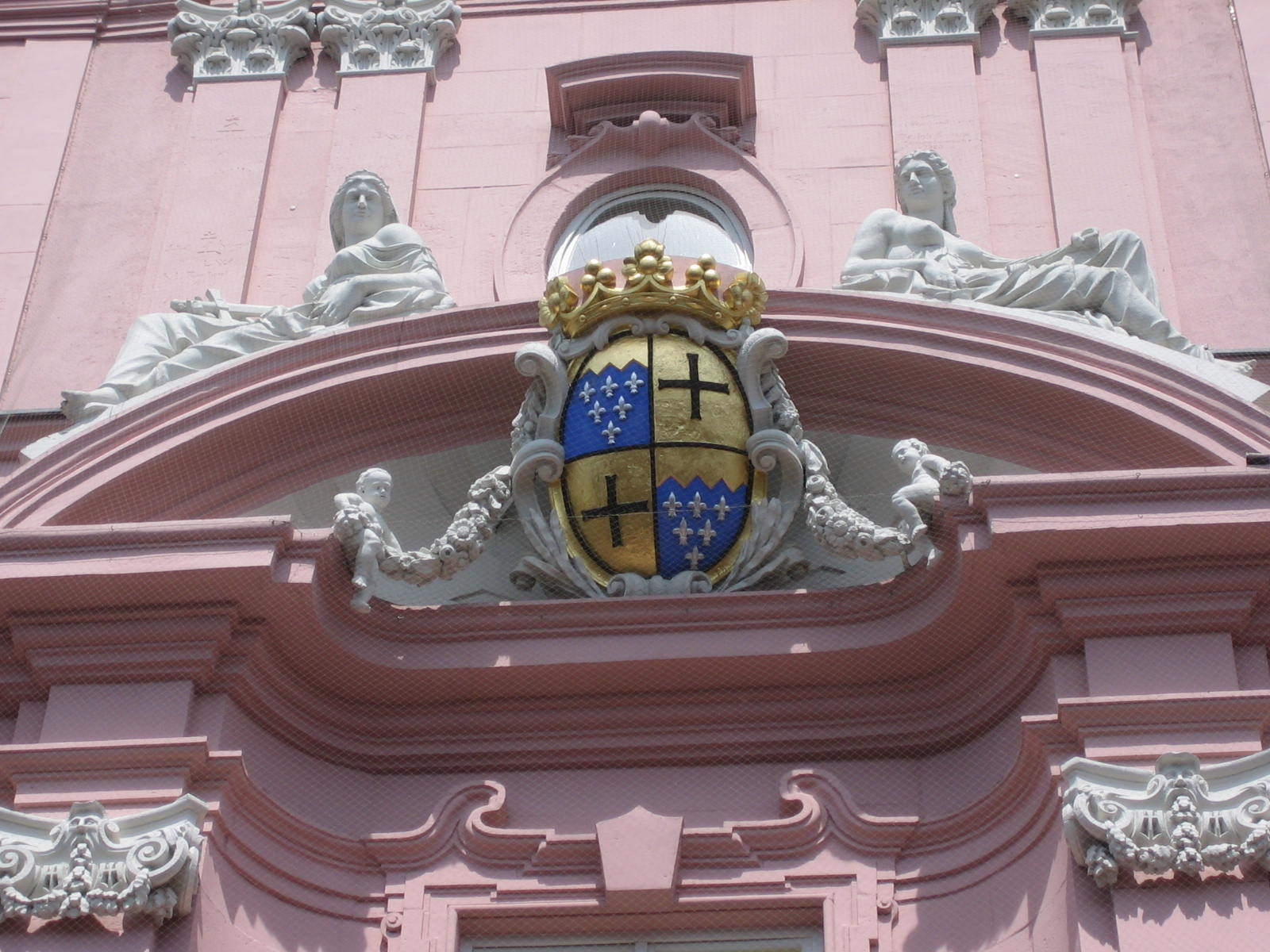
Blason de la famille Dalberg figurant sur un des Hôtel Dalberg, Mayence

La maison d'Dalberg est une maison de la noblesse allemande, mentionnée pour la première fois en 1208 avec le poste de trésorier de l'évêque de Worms. La famille Dalberg évolue  dans les plus hautes sphères aristocratiques du Saint-Empire romain germanique.

## Possessions
Ils s'établissent à la rive gauche du Rhin à Worms, où ils occupent le Château de Worms-Herrnsheim à Herrnsheim, qui sera leur siège principal jusqu'en 1833. Ils ont aussi acquis les terres environ des Kreuznach et sont alliés à de nombreuses familles.
L'hôtel de Dalberg (Dalberger Hof) est le nom de trois des résidences (Älterer Hof, Jüngerer Hof et Dalberg-Hammelburger Hof) des Freiherren von Dalberg à Mayence

## Personnalités
- Wolf von Dalberg (de) (1426–1476), ministre d'État, chambellan ;
- Jean de Dalberg (1455–1503), fils du précédent, évêque de Worms et chancelier de l'université de Heidelberg ;
- Wolfgang von Dalberg (1538–1601), fils du précédent, archevêque de Mayence, électeur ;
- Adolf von Dalberg (de) (1678-1737), prince-abbé de Fulda de 1726 à 1737 ;
- Charles-Théodore de Dalberg (1744-1817) ;
- Marie-Anne-Sophie de Dalberg (31 mars 1745 - Mayence † 10 juillet 1804 - Francfort), sœur du précédent, baronne von Dalberg, mariée, le 16 septembre 1765 à Mayence, avec Franz Georg (26 août 1736 - Coblence † 26 septembre 1775 - Blieskastel), Reichsgraf von der Leyen ;
- Wolfgang Heribert von Dalberg (1750-1806), frère des précédents, directeur du théâtre national de Mannheim ;
- Johann Friedrich Hugo, Freiherr von Dalberg, chanoine, auteur et compositeur, frère des précédents ;
- Emmerich Joseph de Dalberg (1773-1833), fils de Wolfgang Heribert von Dalberg, ministre plénipotentiaire de Napoléon Bonaparte.

## Filiation
Lien de parenté entre les familles Dalberg, von der Leyen, de Tascher de La Pagerie, et d'Acton :
|                                                                     |                                                                     |                                                                     |                                                                     |                                                                     |                                                                     |                                     |                                     |                                                 |                                                 |                                                 |                                                 | Franz Heinrich (1716 † 1776) Freiherr von Dalberg |                                                 |                            |                            |                            |                            |  |  |                                                                 |                                                                 |                                                                 |                                                                 |                                                                 |                                                                 |  |  |                                            |                                            |                                            |                                            |                                            |                                            |  |  |  |  |  |  |  |  |  |  |  |  |  |  |  |  |  |  |  |  |  |  |  |  |  |  |
|                                                                     |                                                                     |                                                                     |                                                                     |                                                                     |                                                                     |                                     |                                     |                                                 |                                                 |                                                 |                                                 |                                                   |                                                 |                            |                            |                            |                            |  |  |                                                                 |                                                                 |                                                                 |                                                                 |                                                                 |                                                                 |  |  |                                            |                                            |                                            |                                            |                                            |                                            |  |  |  |  |  |  |  |  |  |  |  |  |  |  |  |  |  |  |  |  |  |  |  |  |  |  |
|                                                                     |                                                                     |                                                                     |                                                                     |                                                                     |                                                                     |                                     |                                     |                                                 |                                                 |                                                 |                                                 |                                                   |                                                 |                            |                            |                            |                            |  |  |                                                                 |                                                                 |                                                                 |                                                                 |                                                                 |                                                                 |  |  |                                            |                                            |                                            |                                            |                                            |                                            |  |  |  |  |  |  |  |  |  |  |  |  |  |  |  |  |  |  |  |  |  |  |  |  |  |  |
| Charles-Théodore de Dalberg (1744 † 1817)                           | Charles-Théodore de Dalberg (1744 † 1817)                           | Charles-Théodore de Dalberg (1744 † 1817)                           | Charles-Théodore de Dalberg (1744 † 1817)                           | Charles-Théodore de Dalberg (1744 † 1817)                           | Charles-Théodore de Dalberg (1744 † 1817)                           |                                     |                                     | Marie-Anne-Sophie de Dalberg (1745 † 1804)      | Marie-Anne-Sophie de Dalberg (1745 † 1804)      | Marie-Anne-Sophie de Dalberg (1745 † 1804)      | Marie-Anne-Sophie de Dalberg (1745 † 1804)      | Marie-Anne-Sophie de Dalberg (1745 † 1804)        | Marie-Anne-Sophie de Dalberg (1745 † 1804)      |                            |                            |                            |                            |  |  | Wolfgang Heribert von Dalberg (1750 † 1806)                     | Wolfgang Heribert von Dalberg (1750 † 1806)                     | Wolfgang Heribert von Dalberg (1750 † 1806)                     | Wolfgang Heribert von Dalberg (1750 † 1806)                     | Wolfgang Heribert von Dalberg (1750 † 1806)                     | Wolfgang Heribert von Dalberg (1750 † 1806)                     |  |  | Johann Friedrich von Dalberg (1760 † 1812) | Johann Friedrich von Dalberg (1760 † 1812) | Johann Friedrich von Dalberg (1760 † 1812) | Johann Friedrich von Dalberg (1760 † 1812) | Johann Friedrich von Dalberg (1760 † 1812) | Johann Friedrich von Dalberg (1760 † 1812) |  |  |  |  |  |  |  |  |  |  |  |  |  |  |  |  |  |  |  |  |  |  |  |  |  |  |
| Charles-Théodore de Dalberg (1744 † 1817)                           | Charles-Théodore de Dalberg (1744 † 1817)                           | Charles-Théodore de Dalberg (1744 † 1817)                           | Charles-Théodore de Dalberg (1744 † 1817)                           | Charles-Théodore de Dalberg (1744 † 1817)                           | Charles-Théodore de Dalberg (1744 † 1817)                           |                                     |                                     | Marie-Anne-Sophie de Dalberg (1745 † 1804)      | Marie-Anne-Sophie de Dalberg (1745 † 1804)      | Marie-Anne-Sophie de Dalberg (1745 † 1804)      | Marie-Anne-Sophie de Dalberg (1745 † 1804)      | Marie-Anne-Sophie de Dalberg (1745 † 1804)        | Marie-Anne-Sophie de Dalberg (1745 † 1804)      |                            |                            |                            |                            |  |  | Wolfgang Heribert von Dalberg (1750 † 1806)                     | Wolfgang Heribert von Dalberg (1750 † 1806)                     | Wolfgang Heribert von Dalberg (1750 † 1806)                     | Wolfgang Heribert von Dalberg (1750 † 1806)                     | Wolfgang Heribert von Dalberg (1750 † 1806)                     | Wolfgang Heribert von Dalberg (1750 † 1806)                     |  |  | Johann Friedrich von Dalberg (1760 † 1812) | Johann Friedrich von Dalberg (1760 † 1812) | Johann Friedrich von Dalberg (1760 † 1812) | Johann Friedrich von Dalberg (1760 † 1812) | Johann Friedrich von Dalberg (1760 † 1812) | Johann Friedrich von Dalberg (1760 † 1812) |  |  |  |  |  |  |  |  |  |  |  |  |  |  |  |  |  |  |  |  |  |  |  |  |  |  |
|                                                                     |                                                                     |                                                                     |                                                                     |                                                                     |                                                                     |                                     |                                     |                                                 |                                                 |                                                 |                                                 |                                                   |                                                 |                            |                            |                            |                            |  |  |                                                                 |                                                                 |                                                                 |                                                                 |                                                                 |                                                                 |  |  |                                            |                                            |                                            |                                            |                                            |                                            |  |  |  |  |  |  |  |  |  |  |  |  |  |  |  |  |  |  |  |  |  |  |  |  |  |  |
|                                                                     |                                                                     |                                                                     |                                                                     | Philipp von der Leyen (1766 † 1829)                                 | Philipp von der Leyen (1766 † 1829)                                 | Philipp von der Leyen (1766 † 1829) | Philipp von der Leyen (1766 † 1829) | Philipp von der Leyen (1766 † 1829)             | Philipp von der Leyen (1766 † 1829)             |                                                 |                                                 | Maria Sophie (1769 † 1834)                        | Maria Sophie (1769 † 1834)                      | Maria Sophie (1769 † 1834) | Maria Sophie (1769 † 1834) | Maria Sophie (1769 † 1834) | Maria Sophie (1769 † 1834) |  |  | Emmerich Joseph von Dalberg                                     | Emmerich Joseph von Dalberg                                     | Emmerich Joseph von Dalberg                                     | Emmerich Joseph von Dalberg                                     | Emmerich Joseph von Dalberg                                     | Emmerich Joseph von Dalberg                                     |  |  |                                            |                                            |                                            |                                            |                                            |                                            |  |  |  |  |  |  |  |  |  |  |  |  |  |  |  |  |  |  |  |  |  |  |  |  |  |  |
|                                                                     |                                                                     |                                                                     |                                                                     | Philipp von der Leyen (1766 † 1829)                                 | Philipp von der Leyen (1766 † 1829)                                 | Philipp von der Leyen (1766 † 1829) | Philipp von der Leyen (1766 † 1829) | Philipp von der Leyen (1766 † 1829)             | Philipp von der Leyen (1766 † 1829)             |                                                 |                                                 | Maria Sophie (1769 † 1834)                        | Maria Sophie (1769 † 1834)                      | Maria Sophie (1769 † 1834) | Maria Sophie (1769 † 1834) | Maria Sophie (1769 † 1834) | Maria Sophie (1769 † 1834) |  |  | Emmerich Joseph von Dalberg                                     | Emmerich Joseph von Dalberg                                     | Emmerich Joseph von Dalberg                                     | Emmerich Joseph von Dalberg                                     | Emmerich Joseph von Dalberg                                     | Emmerich Joseph von Dalberg                                     |  |  |                                            |                                            |                                            |                                            |                                            |                                            |  |  |  |  |  |  |  |  |  |  |  |  |  |  |  |  |  |  |  |  |  |  |  |  |  |  |
|                                                                     |                                                                     |                                                                     |                                                                     |                                                                     |                                                                     |                                     |                                     |                                                 |                                                 |                                                 |                                                 |                                                   |                                                 |                            |                            |                            |                            |  |  |                                                                 |                                                                 |                                                                 |                                                                 |                                                                 |                                                                 |  |  |                                            |                                            |                                            |                                            |                                            |                                            |  |  |  |  |  |  |  |  |  |  |  |  |  |  |  |  |  |  |  |  |  |  |  |  |  |  |
| Amalie Theodora (1789 † 1870)                                       | Amalie Theodora (1789 † 1870)                                       | Amalie Theodora (1789 † 1870)                                       | Amalie Theodora (1789 † 1870)                                       | Amalie Theodora (1789 † 1870)                                       | Amalie Theodora (1789 † 1870)                                       |                                     |                                     | Erwein Ier (1798 † 1879) 2e Fürst von der Leyen | Erwein Ier (1798 † 1879) 2e Fürst von der Leyen | Erwein Ier (1798 † 1879) 2e Fürst von der Leyen | Erwein Ier (1798 † 1879) 2e Fürst von der Leyen | Erwein Ier (1798 † 1879) 2e Fürst von der Leyen   | Erwein Ier (1798 † 1879) 2e Fürst von der Leyen |                            |                            |                            |                            |  |  | Marie Louise Pelline (1813 † 1860)                              | Marie Louise Pelline (1813 † 1860)                              | Marie Louise Pelline (1813 † 1860)                              | Marie Louise Pelline (1813 † 1860)                              | Marie Louise Pelline (1813 † 1860)                              | Marie Louise Pelline (1813 † 1860)                              |  |  |                                            |                                            |                                            |                                            |                                            |                                            |  |  |  |  |  |  |  |  |  |  |  |  |  |  |  |  |  |  |  |  |  |  |  |  |  |  |
| Amalie Theodora (1789 † 1870)                                       | Amalie Theodora (1789 † 1870)                                       | Amalie Theodora (1789 † 1870)                                       | Amalie Theodora (1789 † 1870)                                       | Amalie Theodora (1789 † 1870)                                       | Amalie Theodora (1789 † 1870)                                       |                                     |                                     | Erwein Ier (1798 † 1879) 2e Fürst von der Leyen | Erwein Ier (1798 † 1879) 2e Fürst von der Leyen | Erwein Ier (1798 † 1879) 2e Fürst von der Leyen | Erwein Ier (1798 † 1879) 2e Fürst von der Leyen | Erwein Ier (1798 † 1879) 2e Fürst von der Leyen   | Erwein Ier (1798 † 1879) 2e Fürst von der Leyen |                            |                            |                            |                            |  |  | Marie Louise Pelline (1813 † 1860)                              | Marie Louise Pelline (1813 † 1860)                              | Marie Louise Pelline (1813 † 1860)                              | Marie Louise Pelline (1813 † 1860)                              | Marie Louise Pelline (1813 † 1860)                              | Marie Louise Pelline (1813 † 1860)                              |  |  |                                            |                                            |                                            |                                            |                                            |                                            |  |  |  |  |  |  |  |  |  |  |  |  |  |  |  |  |  |  |  |  |  |  |  |  |  |  |
| Charles Joseph Louis (1811 † 1869) 1er duc de Tascher de La Pagerie | Charles Joseph Louis (1811 † 1869) 1er duc de Tascher de La Pagerie | Charles Joseph Louis (1811 † 1869) 1er duc de Tascher de La Pagerie | Charles Joseph Louis (1811 † 1869) 1er duc de Tascher de La Pagerie | Charles Joseph Louis (1811 † 1869) 1er duc de Tascher de La Pagerie | Charles Joseph Louis (1811 † 1869) 1er duc de Tascher de La Pagerie |                                     |                                     | Princes de la Leyen                             | Princes de la Leyen                             | Princes de la Leyen                             | Princes de la Leyen                             | Princes de la Leyen                               | Princes de la Leyen                             |                            |                            |                            |                            |  |  | John Emerich Edward Dalberg-Acton (1834 † 1902) 1er Baron Acton | John Emerich Edward Dalberg-Acton (1834 † 1902) 1er Baron Acton | John Emerich Edward Dalberg-Acton (1834 † 1902) 1er Baron Acton | John Emerich Edward Dalberg-Acton (1834 † 1902) 1er Baron Acton | John Emerich Edward Dalberg-Acton (1834 † 1902) 1er Baron Acton | John Emerich Edward Dalberg-Acton (1834 † 1902) 1er Baron Acton |  |  |                                            |                                            |                                            |                                            |                                            |                                            |  |  |  |  |  |  |  |  |  |  |  |  |  |  |  |  |  |  |  |  |  |  |  |  |  |  |
| Charles Joseph Louis (1811 † 1869) 1er duc de Tascher de La Pagerie | Charles Joseph Louis (1811 † 1869) 1er duc de Tascher de La Pagerie | Charles Joseph Louis (1811 † 1869) 1er duc de Tascher de La Pagerie | Charles Joseph Louis (1811 † 1869) 1er duc de Tascher de La Pagerie | Charles Joseph Louis (1811 † 1869) 1er duc de Tascher de La Pagerie | Charles Joseph Louis (1811 † 1869) 1er duc de Tascher de La Pagerie |                                     |                                     | Princes de la Leyen                             | Princes de la Leyen                             | Princes de la Leyen                             | Princes de la Leyen                             | Princes de la Leyen                               | Princes de la Leyen                             |                            |                            |                            |                            |  |  | John Emerich Edward Dalberg-Acton (1834 † 1902) 1er Baron Acton | John Emerich Edward Dalberg-Acton (1834 † 1902) 1er Baron Acton | John Emerich Edward Dalberg-Acton (1834 † 1902) 1er Baron Acton | John Emerich Edward Dalberg-Acton (1834 † 1902) 1er Baron Acton | John Emerich Edward Dalberg-Acton (1834 † 1902) 1er Baron Acton | John Emerich Edward Dalberg-Acton (1834 † 1902) 1er Baron Acton |  |  |                                            |                                            |                                            |                                            |                                            |                                            |  |  |  |  |  |  |  |  |  |  |  |  |  |  |  |  |  |  |  |  |  |  |  |  |  |  |
| Ducs de Tascher de La Pagerie                                       | Ducs de Tascher de La Pagerie                                       | Ducs de Tascher de La Pagerie                                       | Ducs de Tascher de La Pagerie                                       | Ducs de Tascher de La Pagerie                                       | Ducs de Tascher de La Pagerie                                       |                                     |                                     |                                                 |                                                 |                                                 |                                                 |                                                   |                                                 |                            |                            |                            |                            |  |  | Barons Acton                                                    | Barons Acton                                                    | Barons Acton                                                    | Barons Acton                                                    | Barons Acton                                                    | Barons Acton                                                    |  |  |                                            |                                            |                                            |                                            |                                            |                                            |  |  |  |  |  |  |  |  |  |  |  |  |  |  |  |  |  |  |  |  |  |  |  |  |  |  |